# Agrilus humerosus
Agrilus humerosus é uma espécie de inseto do género Agrilus, família Buprestidae, ordem Coleoptera.
Foi descrita cientificamente por Fairmaire, 1850.